# Dom Brandta w Radomiu
Dom Brandta w Radomiu – zabytkowa kamienica z końca XIX w., położona w Radomiu przy ul. Piłsudskiego 9.
Kamienica posiada ozdobną fasadę w stylu pompejskim. Budynek należał do Krystyny z Brandtów Tyszkiewiczowej, córki Józefa Brandta, wybitnego malarza batalisty, przedstawiciela szkoły monachijskiej. Brandt spędził w kamienicy ostatnie miesiące życia. Na ścianie budynku znajduje się tablica upamiętniająca malarza. Klatka schodowa domu ozdobiona jest polichromiami przedstawiającymi prawdopodobnie Adama Mickiewicza i Juliusza Słowackiego, a także putta. Kamienica wpisana jest do rejestru zabytków Narodowego Instytutu Dziedzictwa pod numerem 442/A/90 z 6.08.1990.

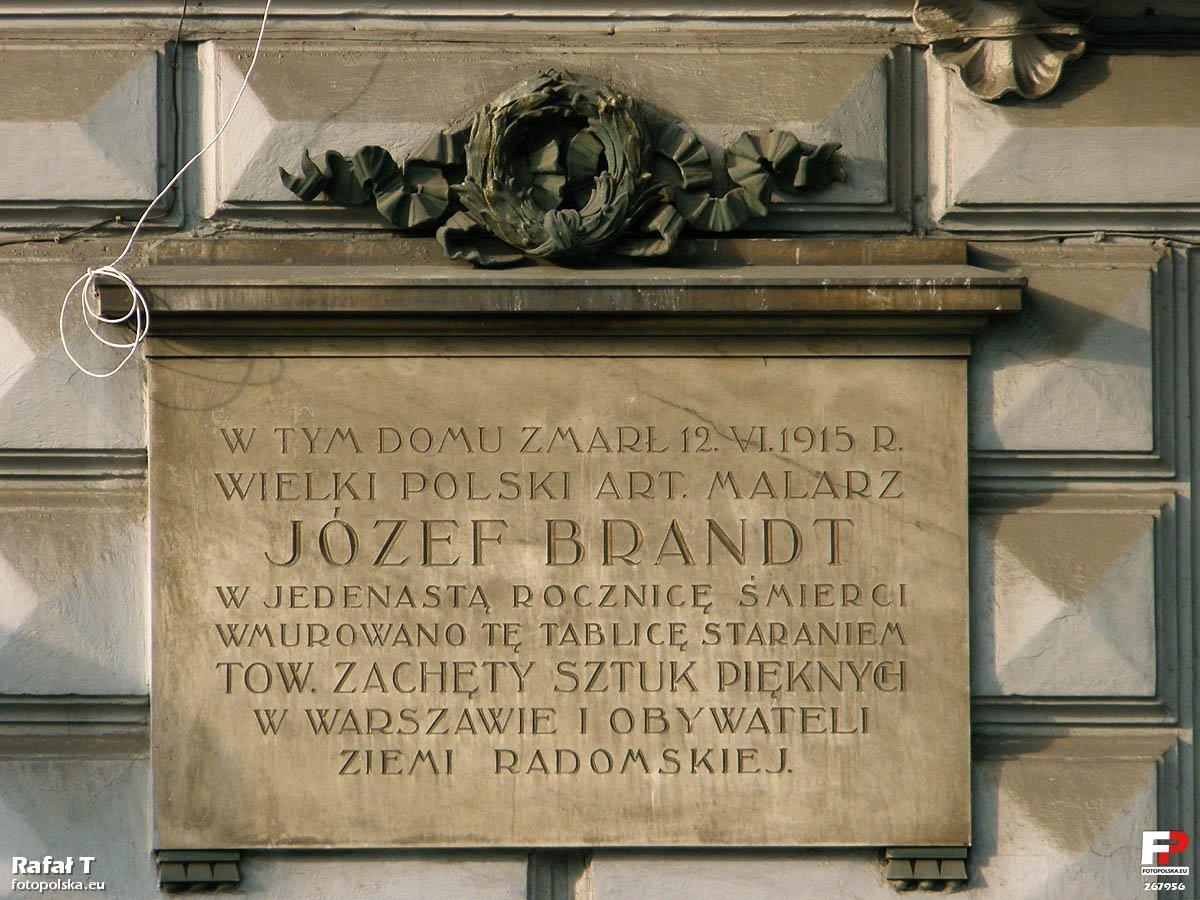
Tablica upamiętniająca Józefa Brandta
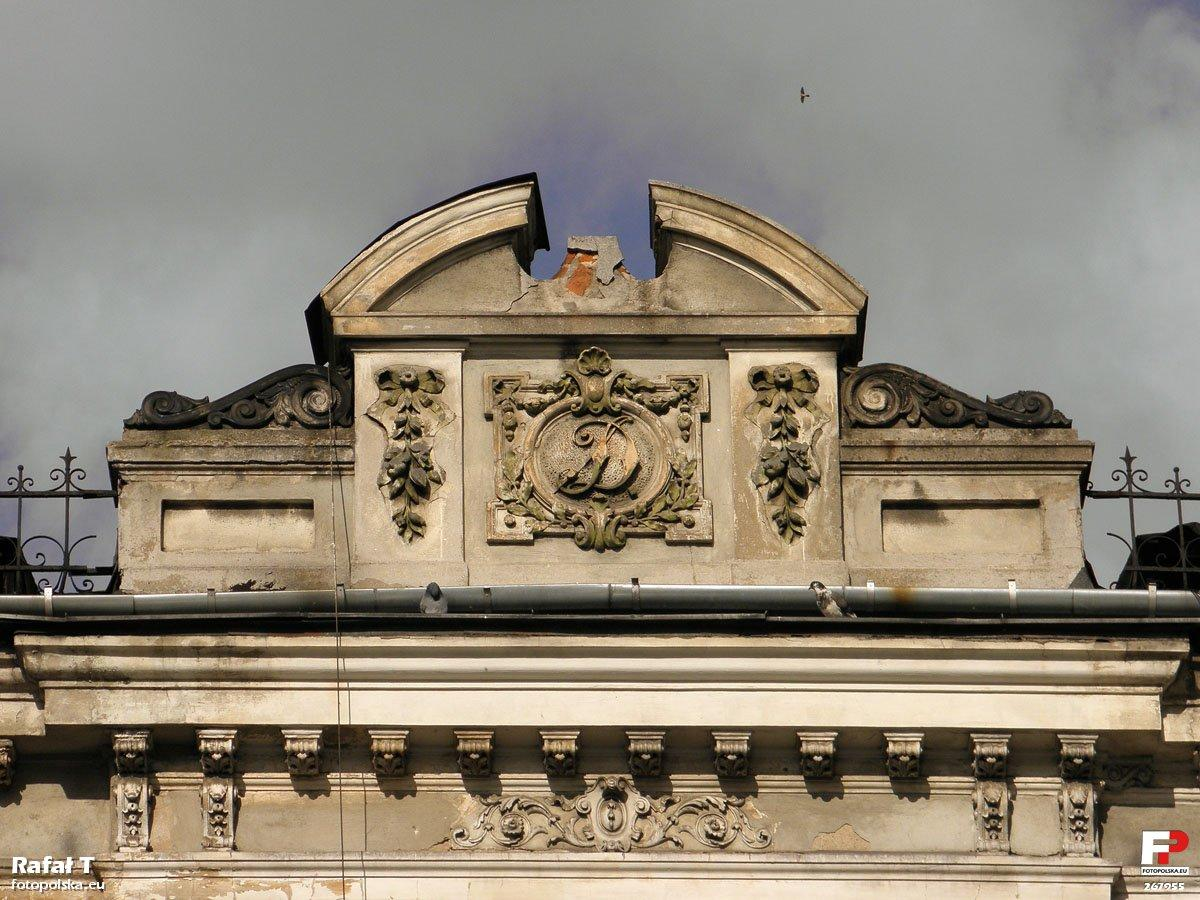
Zwieńczenie elewacji frontowej